# Péreyres
Péreyres est une commune française située dans le département de l'Ardèche, en région Auvergne-Rhône-Alpes.

## Géographie

### Situation
Commune majoritairement située dans la Cévenne ardéchoise, Péreyres possède divers hameaux : le Chabron, le Chambon, le Peyral. On note aussi la présence de fermes au sein du plateau ardéchois comme celle de Pra-Plot. La localité est connue pour sa cascade du Ray-Pic mais aussi pour les gorges de Piedmoula, l'ancien cratère de la Fialouse, ou la Balme du Curé. Péreyres possède une baie sauvage « la myrtille » qui pousse sur les flancs des montagnes. Le ramassage de la myrtille a lieu en juillet.

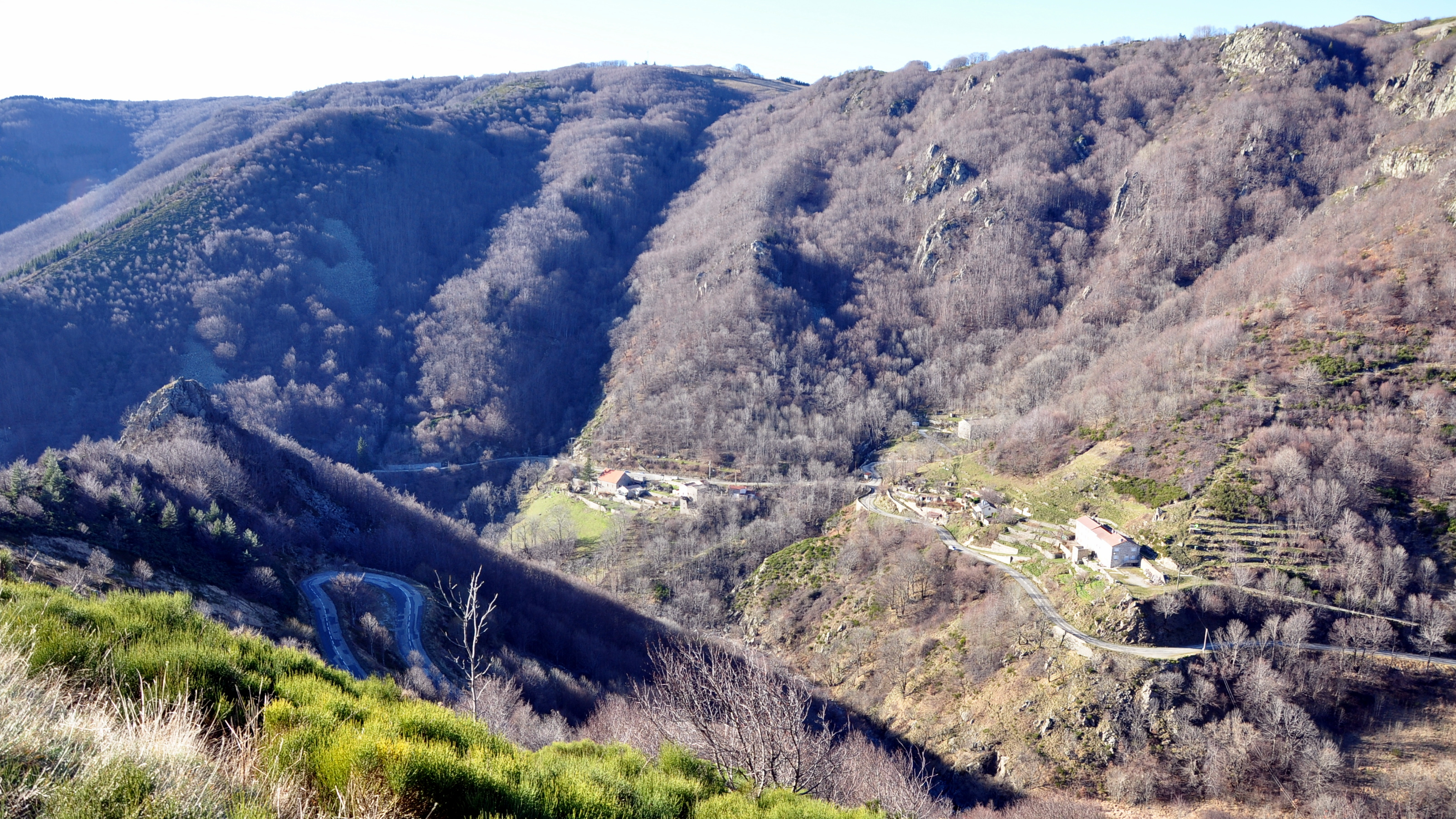
Les quartiers Chabron, Besson et Noé.
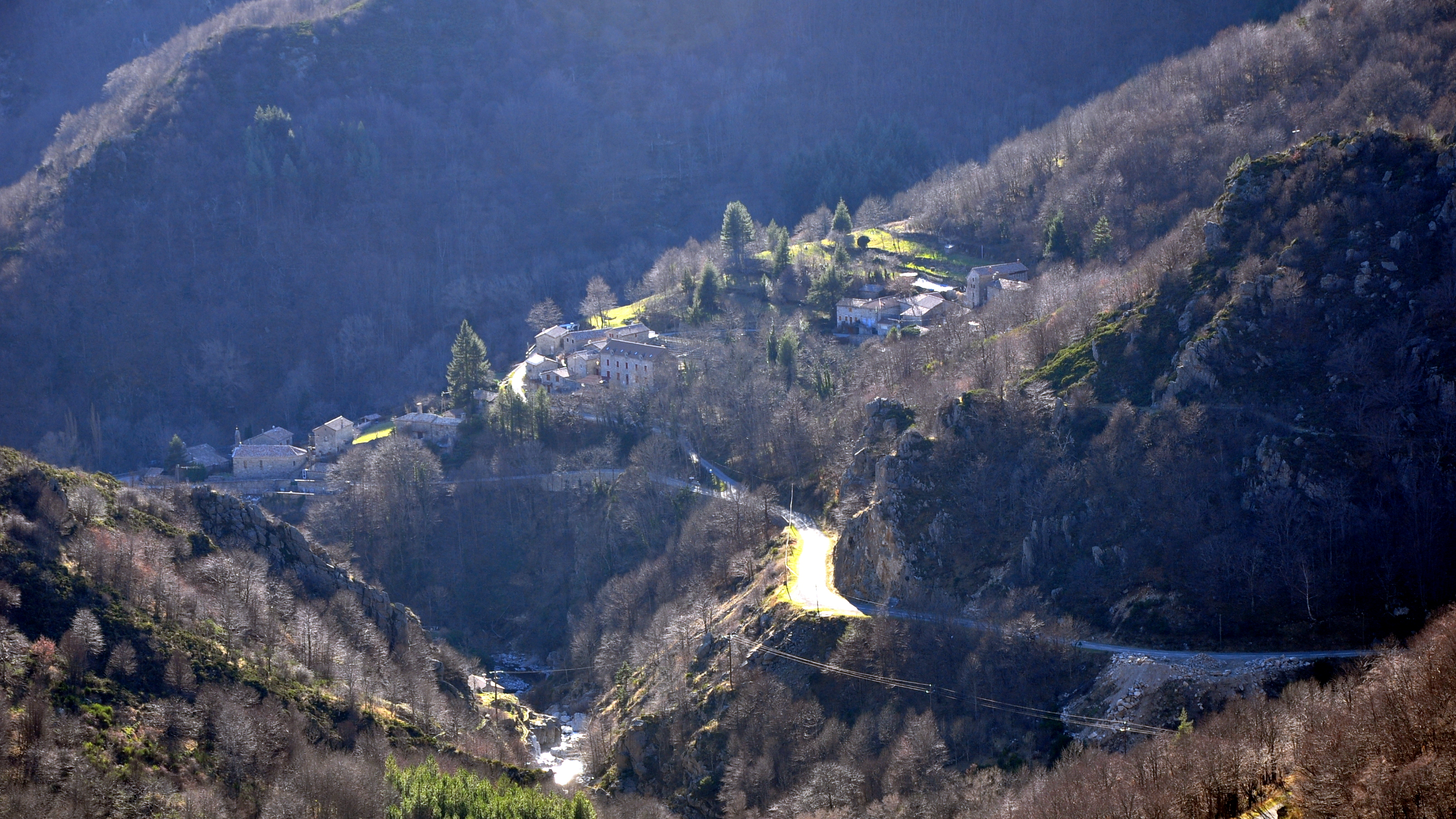
Péreyres depuis la table d'orientation.

### Communes limitrophes
Péreyres est limitrophe de quatre communes, toutes situées dans le département de l'Ardèche, à savoir :
- Labastide-sur-Bésorgues et Lachamp-Raphaël, municipalités comprises dans l'ancien canton d'Antraigues-sur-Volane et adhérentes à la communauté de communes du Pays d'Aubenas-Vals ;
- Burzet, village compris dans l'ancien canton éponyme et membre de la communauté de communes Ardèche des Sources et Volcans ;
- Sagnes-et-Goudoulet, municipalité comprise dans l'ancien canton de Burzet et appartenant à la communauté de communes Source de la Loire.

Ces quatre communes sont réparties géographiquement de la manière suivante :

### Hydrographie

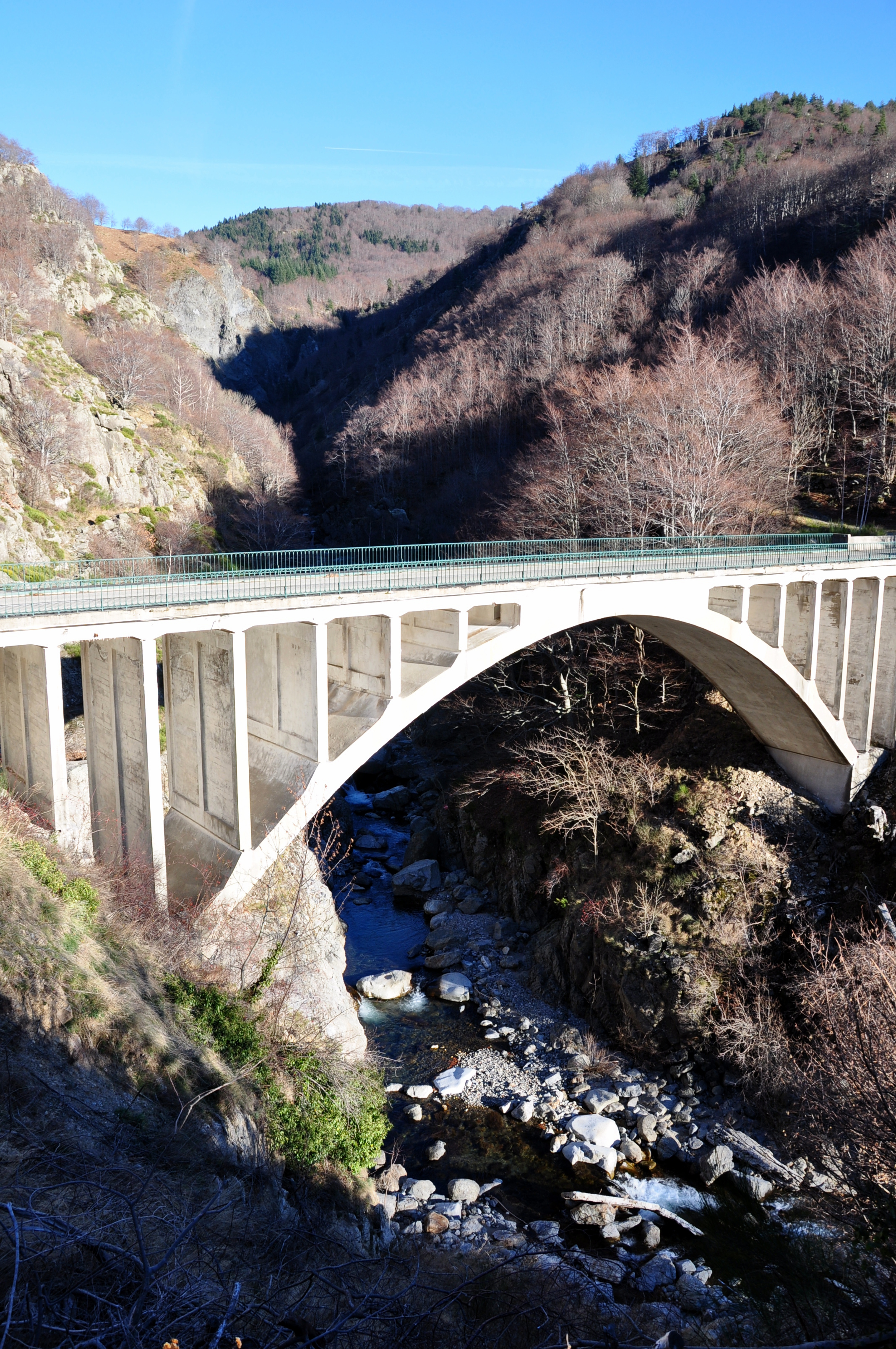
Pont sur la Bourges.

La Bourges, cours d'eau  affluent de la Fontolière et sous-affluent l'Ardèche, traverse Péreyres peu après sa source sur la commune voisine de Lachamp-Raphaël. La Bourges, rivière encaissée, possède un régime cévenol caractéristique, avec un étiage estival sévère et de hautes-eaux d'automne.

### Climat
Pour des articles plus généraux, voir Climat d'Auvergne-Rhône-Alpes et Climat de l'Ardèche.
En 2010, le climat de la commune est de type climat méditerranéen altéré, selon une étude du CNRS s'appuyant sur une série de données couvrant la période 1971-2000. En 2020, Météo-France publie une typologie des climats de la France métropolitaine dans laquelle la commune est exposée à un climat de montagne ou de marges de montagne et est dans la région climatique Sud-est du Massif Central, caractérisée par une pluviométrie annuelle de 1 000 à 1 500 mm, minimale en été, maximale en automne.
Pour la période 1971-2000, la température annuelle moyenne est de 8,9 °C, avec une amplitude thermique annuelle de 16,2 °C. Le cumul annuel moyen de précipitations est de 1 710 mm, avec 9 jours de précipitations en janvier et 5,9 jours en juillet. Pour la période 1991-2020, la température moyenne annuelle observée sur la station météorologique de Météo-France la plus proche, « Montpezat Sa », sur la commune de Montpezat-sous-Bauzon à 8 km à vol d'oiseau, est de 12,1 °C et le cumul annuel moyen de précipitations est de 1 649,9 mm,. Pour l'avenir, les paramètres climatiques de la commune estimés pour 2050 selon différents scénarios d'émission de gaz à effet de serre sont consultables sur un site dédié publié par Météo-France en novembre 2022.

### Voies de communication
Péreyres et la plupart des hameaux municipaux sont reliés par la route départementale 215 C, qui relie Lachamp-Raphaël à Burzet.

## Urbanisme

### Typologie
Au 1er janvier 2024, Péreyres est catégorisée commune rurale à habitat très dispersé, selon la nouvelle grille communale de densité à 7 niveaux définie par l'Insee en 2022.
Elle est située hors unité urbaine et hors attraction des villes,.

### Occupation des sols
L'occupation des sols de la commune, telle qu'elle ressort de la base de données européenne d’occupation biophysique des sols Corine Land Cover (CLC), est marquée par l'importance des forêts et milieux semi-naturels (99,3 % en 2018), une proportion identique à celle de 1990 (99,3 %). La répartition détaillée en 2018 est la suivante : 
forêts (63,8 %), milieux à végétation arbustive et/ou herbacée (35,5 %), prairies (0,7 %).
L'évolution de l’occupation des sols de la commune et de ses infrastructures peut être observée sur les différentes représentations cartographiques du territoire : la carte de Cassini (XVIIIe siècle), la carte d'état-major (1820-1866) et les cartes ou photos aériennes de l'IGN pour la période actuelle (1950 à aujourd'hui).

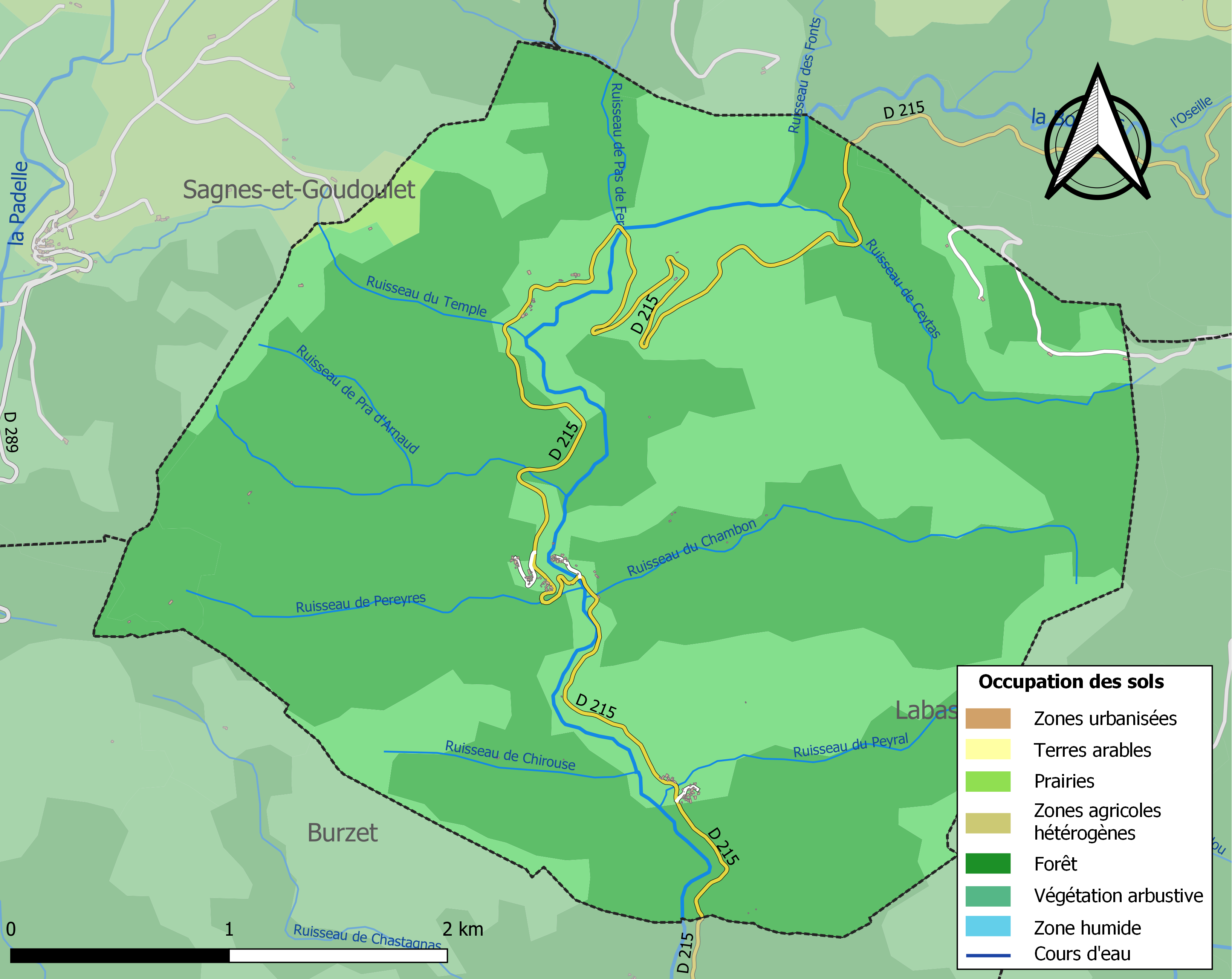
Carte des infrastructures et de l'occupation des sols de la commune en 2018 (CLC).

## Toponymie
De l'occitan peirièra, "carrières de pierres", dérivé de pèira, du latin petra, "pierre". Le hameau du Peyral, au sud, a le même sens.

## Histoire
Pereyres était un hameau de Burzet puis elle est devenue une commune indépendante depuis 1854.

## Politique et administration

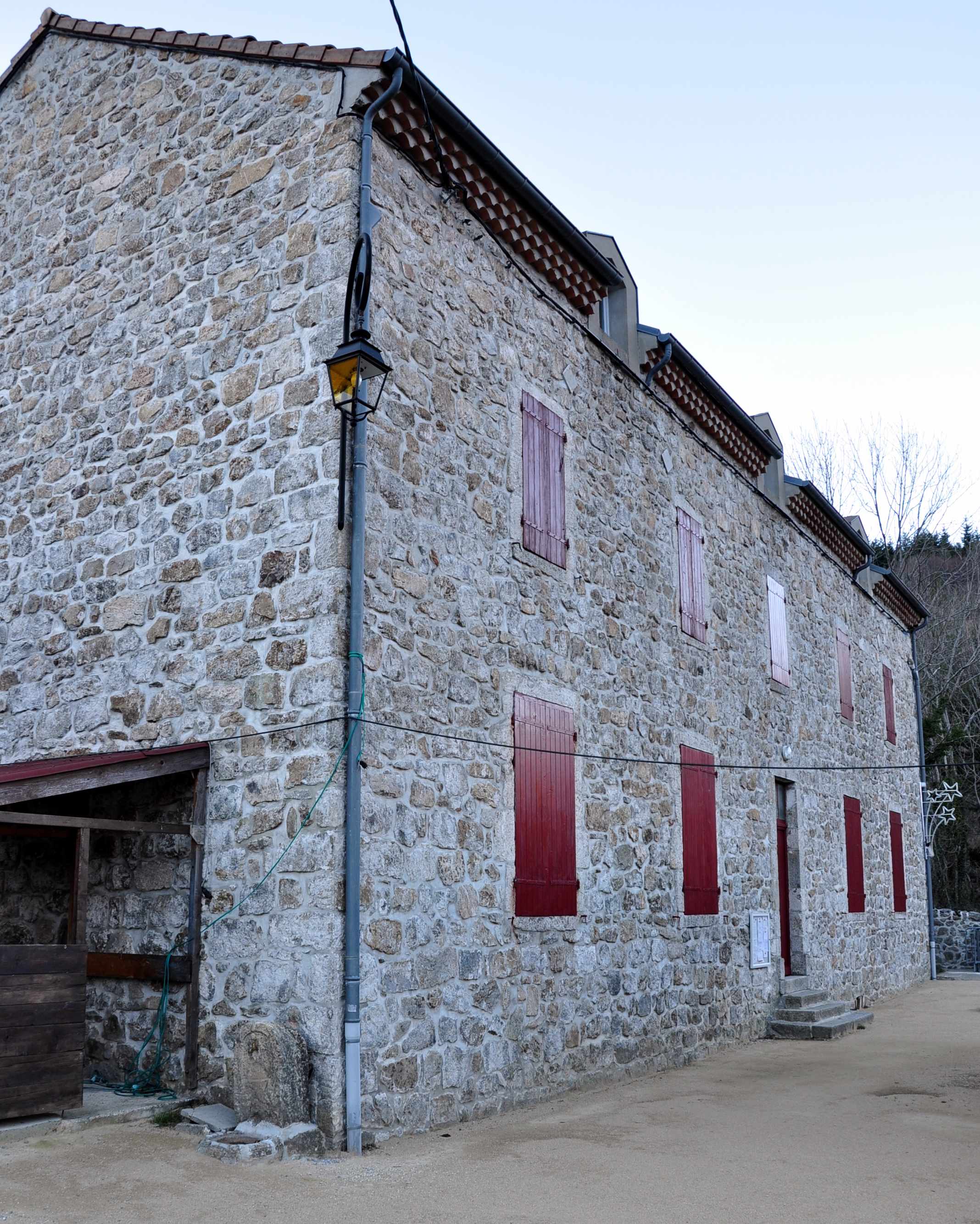
Mairie de Péreyres.

### Liste des maires
| Période                                  | Période                   | Identité       | Étiquette | Qualité                          |
| ---------------------------------------- | ------------------------- | -------------- | --------- | -------------------------------- |
| Les données manquantes sont à compléter. |                           |                |           |                                  |
| mars 1983                                | 2014                      | Yves Bonnet    |           | Retraité SNCF                    |
| 2014                                     | 2020                      | Hervé Mejean   | SE        | Retraité de la fonction publique |
| 2020                                     | En cours (au 6 août 2020) | Georges Bonnet |           |                                  |

## Population et société

### Démographie
L'évolution du nombre d'habitants est connue à travers les recensements de la population effectués dans la commune depuis 1856. Pour les communes de moins de 10 000 habitants, une enquête de recensement portant sur toute la population est réalisée tous les cinq ans, les populations de référence des années intermédiaires étant quant à elles estimées par interpolation ou extrapolation. Pour la commune, le premier recensement exhaustif entrant dans le cadre du nouveau dispositif a été réalisé en 2007.

En 2022, la commune comptait 49 habitants, en évolution de −2 % par rapport à 2016 (Ardèche : +2,48 %, France hors Mayotte : +2,11 %).
| 1856 | 1861 | 1866 | 1872 | 1876 | 1881 | 1886 | 1891 | 1896 |
| ---- | ---- | ---- | ---- | ---- | ---- | ---- | ---- | ---- |
| 480  | 440  | 465  | 439  | 437  | 465  | 465  | 401  | 404  |

| 1901 | 1906 | 1911 | 1921 | 1926 | 1931 | 1936 | 1946 | 1954 |
| ---- | ---- | ---- | ---- | ---- | ---- | ---- | ---- | ---- |
| 409  | 382  | 375  | 327  | 308  | 303  | 262  | 215  | 149  |

| 1962 | 1968 | 1975 | 1982 | 1990 | 1999 | 2006 | 2007 | 2012 |
| ---- | ---- | ---- | ---- | ---- | ---- | ---- | ---- | ---- |
| 102  | 75   | 63   | 62   | 62   | 55   | 53   | 53   | 51   |

| 2017 | 2022 | - | - | - | - | - | - | - |
| ---- | ---- | - | - | - | - | - | - | - |
| 49   | 49   | - | - | - | - | - | - | - |

### Manifestations culturelles et festivités
Chaque année, le dernier dimanche de juillet, a lieu à Péreyres la "fête la myrtille" avec diverses animations pour mettre en valeur cette baie.
Un repas terroir est servi à midi ainsi qu'une tarte géante aux myrtilles cuite au four à bois à 16 h. Un marché artisanal et une vente de myrtille fraîche a lieu toute la journée,
ainsi qu'une exposition de livres en présence d'auteurs...

### Enseignement
La commune est rattachée à l'académie de Grenoble.

### Médias
Deux organes de presse écrite sont distribués dans la commune :
- L'Hebdo de l'Ardèche

Il s'agit d'un journal hebdomadaire français basé à Valence et diffusé à Privas depuis 1999. Il couvre l'actualité pour tout le département de l'Ardèche.
- Le Dauphiné libéré

Il s'agit d'un journal quotidien de la presse écrite française régionale distribué dans la plupart des départements de l'ancienne région Rhône-Alpes, notamment l'Ardèche. La commune est située dans la zone d'édition du centre-Ardèche (Privas).

### Cultes
L'Église paroissiale de Péreyres(propriété de la commune) et la communauté catholique sdépendentlde a Paroisse Sainte Marie Rivier en Val d’Ardèche, laquelle dépend du diocèse de Viviers.

## Culture locale et patrimoine

### Lieux et monuments
- La cascade du Ray-Pic, où l'eau de la rivière la Bourges dégringole de plus de 30 mètres en suivant une coulée de lave qui forme une cascade d'orgues basaltiques. C'est un site classé depuis 1931, on y accède par un sentier ombragé et aménagé en pente douce. L'accès, devenu dangereux, est interdit par arrêté municipal depuis 2008, une réouverture étant prévue en 2012 ;
- Ferme Pra-Plot, classée au titre des monuments historiques en 1985 ;
- Église Saint-Régis, en pierre de pays datant du XVIIIe siècle. Elle a été rénovée avec la pose de nouveaux vitraux en 2009.

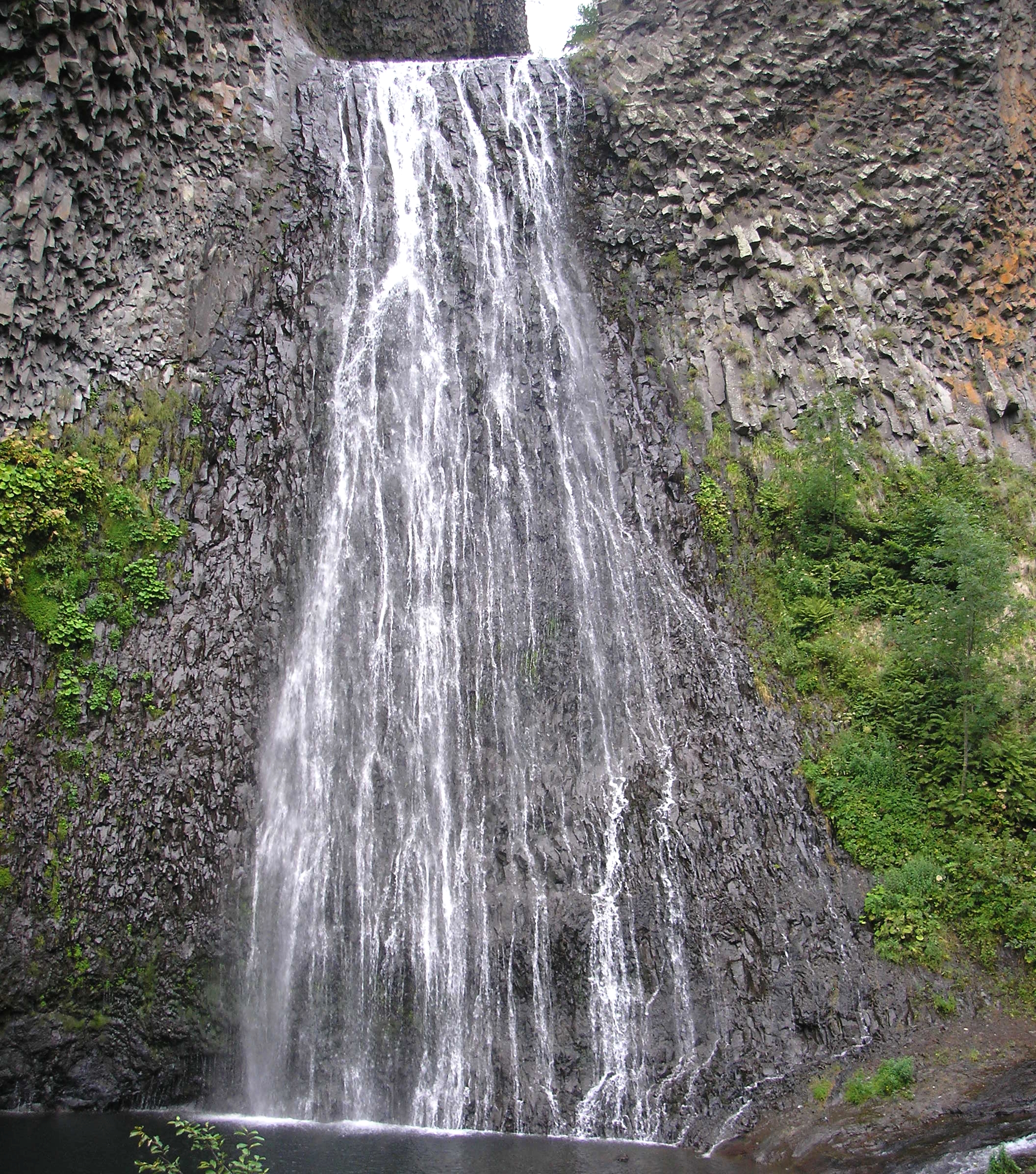
La cascade du Ray-Pic
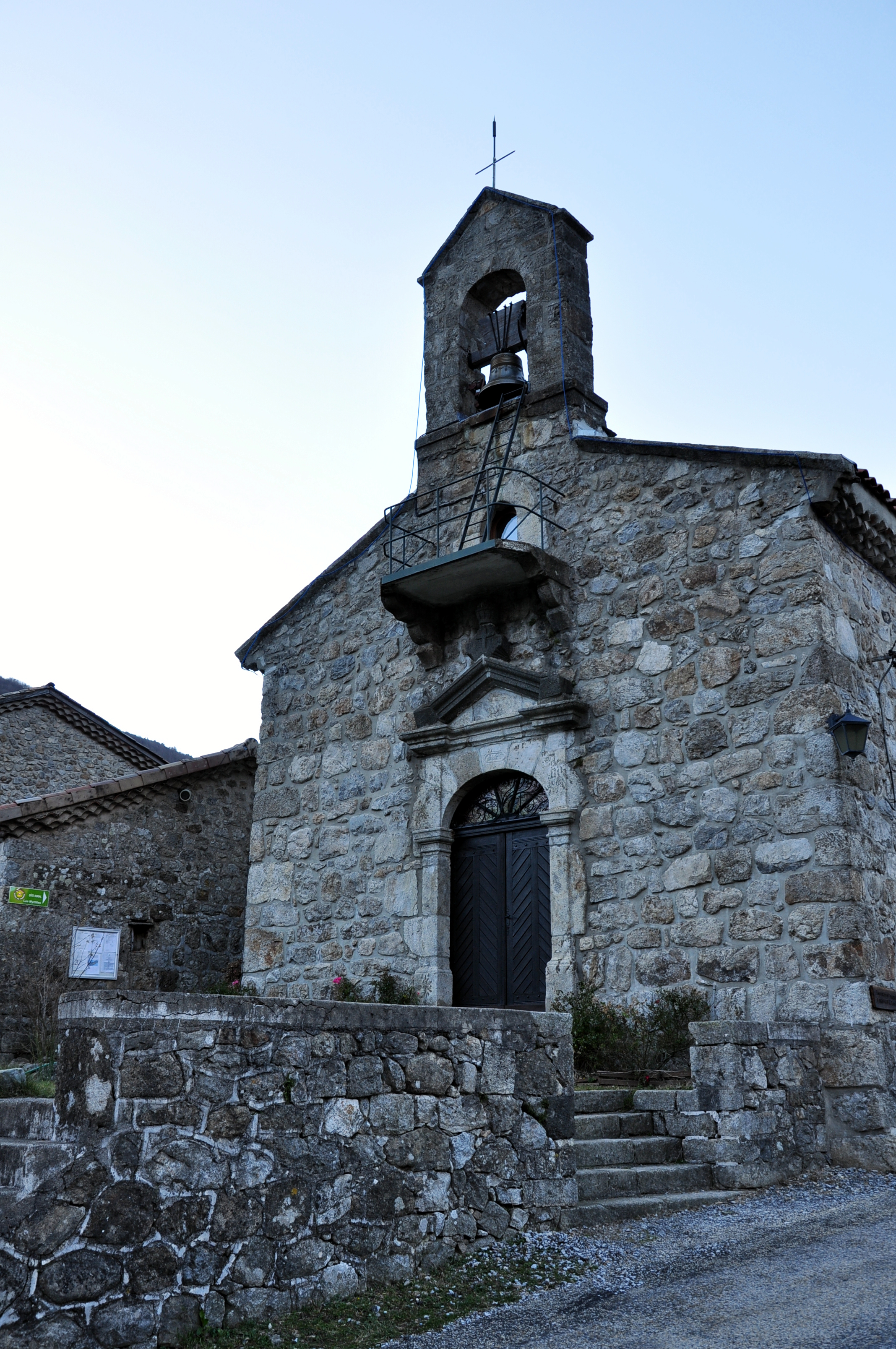
Église Saint-Régis.
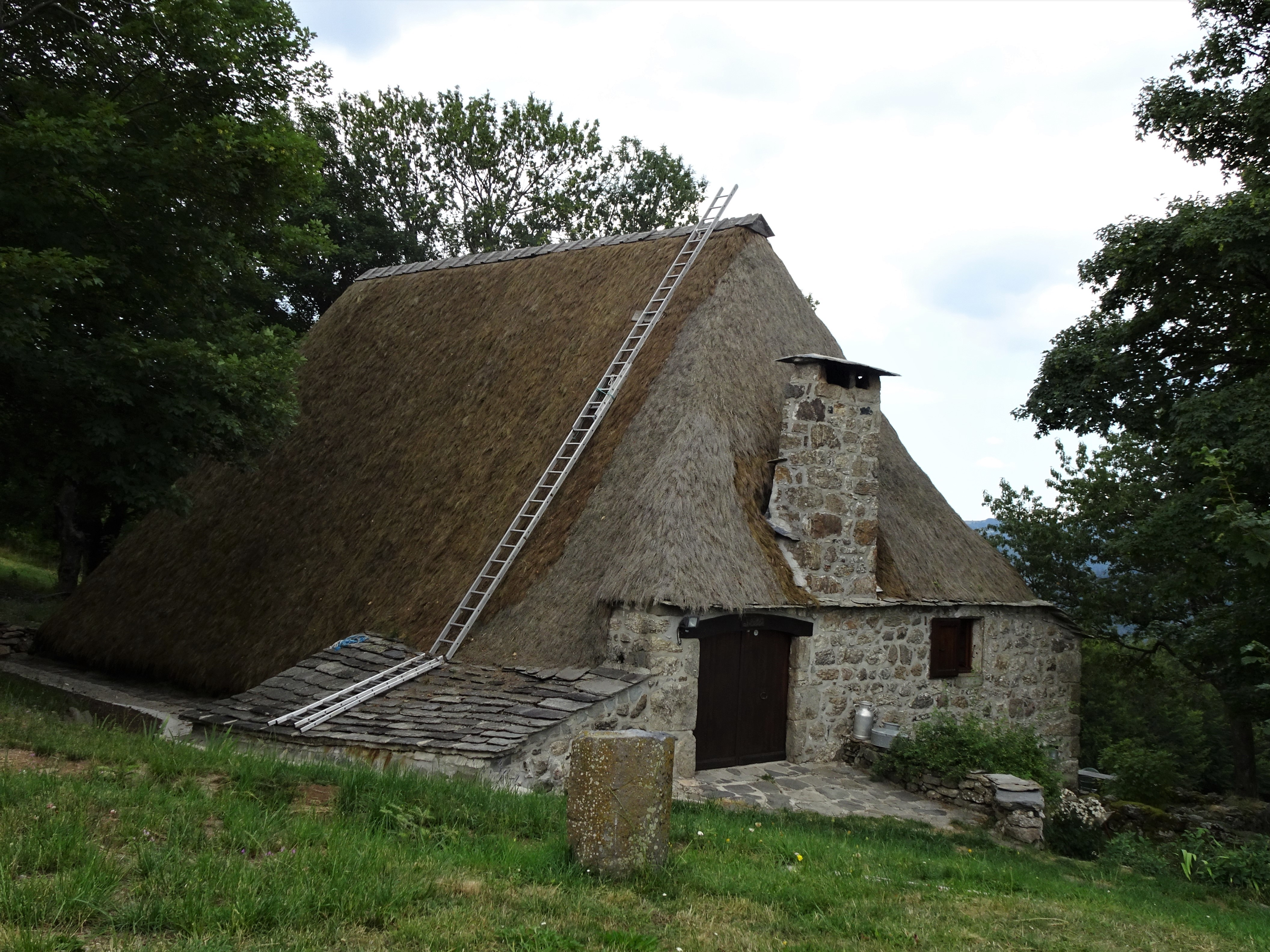
Ferme Pra-Plot

### Héraldique
|  | Péreyres possède des armoiries dont l'origine et le blasonnement exact ne sont pas disponibles. |